# Contea di Tongzi
La contea di Tongzi (桐梓县S, TóngzǐP) è una contea della Cina, situata nella provincia del Guizhou e amministrata dalla prefettura di Zunyi.